# Colonia Yurancho
Colonia Yurancho är en ort i Mexiko.   Den ligger i kommunen Chalcatongo de Hidalgo och delstaten Oaxaca, i den sydöstra delen av landet, 300 km sydost om huvudstaden Mexico City. Colonia Yurancho ligger 2 510 meter över havet och antalet invånare är 129.
Terrängen runt Colonia Yurancho är kuperad åt nordväst, men åt sydost är den bergig. Runt Colonia Yurancho är det ganska glesbefolkat, med 26 invånare per kvadratkilometer. Närmaste större samhälle är Villa Chalcatongo de Hidalgo, 1,2 km väster om Colonia Yurancho. I omgivningarna runt Colonia Yurancho växer huvudsakligen savannskog.